# Милош Којић (хајдук)
Милош Којић (Кораћица, 1870 — Карабурма, 30. април 1898) био је српски хајдук из Кораћице који је заједно са Николом Јовановићем из Бегаљице хајдуковао по Србији од 27. фебруара 1897 до 9. октобра 1897 када су обојица ухваћени. Осуђен је на смрт и казна је извршена 30. априла 1898.

## Биографија
Родио се у селу Кораћица у Београдском округу. Када је имао 19 година осуђен је на шест година робије због убиства, али је пуштен након две године. 1894. је у ноћи између 31. јула и 1. августа заједно са још неколико непознатих починилаца напао кућу једног сељака из Кораћице, па њега и његову жену повредио и украо им пушку и револвер. Затим је истог тог месеца у ноћи између 9. и 10. у Међулужју украо шест оваца из затвореног тора и 14. у Раброву обио сандук и украо ствари из њега.
Због ових злочина је 1. децембра 1895. осуђен на 20 година робије у тешком окову. Током робије упознаје Николу Јовановића из Бегаљице и са њим бежи из затвора 27. фебруара 1897. Након њиховог бега из затвора почињавају велики број кривичних дела, све док их нису ухватили 9. октобра 1897. у кући њиховог јатака и саучесника Милорада Ковановића из Тулежи. Којић бива осуђен на смрт и казна бива извршена 30. априла 1898.